# Onthophagus watanabei
Onthophagus watanabei là một loài bọ cánh cứng trong họ Bọ hung (Scarabaeidae).